# Alexander Kačaniklić
Alexander Kačaniklić (Helsingborg, Suecia, 13 de agosto de 1991) es un futbolista sueco que juega de centrocampista en el AEL Limassol de la Primera División de Chipre.

## Clubes
| Club                      | País       | Año       | Partidos | Goles |
| ------------------------- | ---------- | --------- | -------- | ----- |
| Fulham F. C.              | Inglaterra | 2012-2016 | 100      | 11    |
| Watford F. C. (cedido)    | Inglaterra | 2012      | 12       | 1     |
| Burnley F. C. (cedido)    | Inglaterra | 2013      | 6        | 0     |
| F. C. Copenhague (cedido) | Dinamarca  | 2014      | 13       | 2     |
| F. C. Nantes              | Francia    | 2016-2018 | 31       | 0     |
| Hammarby IF               | Suecia     | 2019-2021 | 29       | 11    |
| H. N. K. Hajduk Split     | Croacia    | 2021-2022 | 27       | 2     |
| AEL Limassol              | Chipre     | 2022-     | 14       | 4     |

## Palmarés

### Títulos nacionales
| Título          | Club                  | País    | Año  |
| --------------- | --------------------- | ------- | ---- |
| Copa de Croacia | H. N. K. Hajduk Split | Croacia | 2022 |